# Flavio Córdoba
Flavio Córdoba (Quibdó, Colombia, 4 de octubre de 1984) es un futbolista colombiano. Juega de defensa.

## Biografía
Las inferiores las realizó en el año 1998 con el Cyclones Quibdó hasta el 2002. Luego estuvo con Alexis García, en las divisiones inferiores que él maneja, pasando a ser campeón departamental de la Liga Sub-21. Posteriormente emigró hacia Uruguay con nuevos rumbos y horizontes.

## Trayectoria
Córdoba jugó para el Nacional de Uruguay durante la temporada 2010-2011, en el cual debido a su bajo rendimiento durante la dirección de Juan Ramón Carrasco, en la siguiente temporada se vio forzado a abandonar el equipo por decisión del entrenador Marcelo Gallardo,(compañero en la temporada 2010-2011 y actual entrenador desde la pasada temporada)el cual lo dejó en carta libre como a otra serie de jugadores. Debutó en Huracán Buceo, un equipo de las divisionales de ascenso en Uruguay, teniendo pasajes en dos ciclos en River Plate y con un pasaje en el fútbol profesional de su país en el Cúcuta Deportivo. En julio de 2011 es confirmado como nuevo jugador de Millonarios. En enero de 2014 viajó al Perú para sumarse al plantel de Universitario de Deportes, pero finalmente no firmó tras no haber pasado los exámenes médicos. Según el gerente del equipo crema Jorge Vidal, el jugador presentó un «desgarro en la pierna derecha del cual tardará tres semanas en recuperarse».

## Clubes
| Club                | País                | Año                 | Partidos | Goles |
| ------------------- | ------------------- | ------------------- | -------- | ----- |
| Huracán Buceo       | Uruguay             | 2004 - 2005         | 12       | 1     |
| River Plate         | Uruguay             | 2005 - 2007         | 90       | 5     |
| Cúcuta Deportivo    | Colombia            | 2008                | 42       | 1     |
| River Plate         | Uruguay             | 2009 - 2010         | 27       | 2     |
| Nacional            | Uruguay             | 2011                | 5        | 0     |
| Millonarios         | Colombia            | 2011                | 3        | 0     |
| La Equidad          | Colombia            | 2012                | 41       | 3     |
| River Plate         | Uruguay             | 2013 - 2015         | 32       | 0     |
| La Equidad          | Colombia            | 2016                | 13       | 0     |
| Unión Magdalena     | Colombia            | 2017                | 8        | 0     |
| Total en su carrera | Total en su carrera | Total en su carrera | 273      | 12    |

## Palmarés

### Campeonatos nacionales
| Título                      | Club        | País     | Año  |
| --------------------------- | ----------- | -------- | ---- |
| Primera División de Uruguay | Nacional    | Uruguay  | 2011 |
| Copa Colombia               | Millonarios | Colombia | 2011 |